# What's It Gonna Be?!
What's It Gonna Be?! è un brano musicale del rapper statunitense Busta Rhymes in collaborazione con Janet Jackson, estratto come secondo singolo dal suo terzo album di inediti, E.L.E. (Extinction Level Event): The Final World Front.
Pubblicato il 9 marzo 1999, il brano raggiunse la terza posizione nella Billboard Hot 100 e risultò tra le prime dieci posizioni nelle classifiche di molti paesi.
Con 800 000 copie vendute negli Stati Uniti, il brano ottenne il Disco d'oro.

## Video
Il video musicale del brano venne diretto da Hype Williams e pubblicato il 12 marzo 1999. Costato circa 2,4 milioni di dollari a causa dei numerosi effetti speciali, risulta essere ancora oggi uno dei video più costosi di sempre.

## Classifiche

### Classifiche settimanali
| Chart (1999)                                    | Peak position |
| ----------------------------------------------- | ------------- |
| Australian Singles Chart                        | 65            |
| Belgium Singles Chart                           | 33            |
| Billboard Canadian Singles Chart                | 11            |
| Finland Singles Chart                           | 43            |
| German Singles Chart                            | 42            |
| Holland Singles Chart                           | 21            |
| Japan Sales Chart                               | 34            |
| Netherlands Singles Chart                       | 24            |
| South African Sales Chart                       | 7             |
| Sweden Singles Chart                            | 52            |
| Switzerland Singles Chart                       | 41            |
| Official Singles Chart                          | 6             |
| U.S. Billboard Hot 100                          | 3             |
| U.S. Billboard Hot R&B/Hip-Hop Singles & Tracks | 1             |
| U.S. Billboard Hot Rap Tracks                   | 1             |
| U.S. Billboard Rhythmic Top 40                  | 5             |
| U.S. Top 40 Mainstream                          | 40            |

### Classifiche di fine anno
| chart (1999)           | Position |
| ---------------------- | -------- |
| U.S. Billboard Hot 100 | 27       |